# فرد باست بلير
فرد باست بلير هو سياسي أمريكي، ولد في 4 أكتوبر 1906، وتوفي في 21 مارس 2005.